# バラシュヌーム
バラシュヌームとは、ゾロアスター教における浄めの儀礼である。元来、死体に接触したことによって生じる汚れを浄めることを目的としており、アケメネス朝以前から存在していた儀礼である。
バラシュヌームは9日間に及び、ゾロアスター教の清浄儀礼のうち最大のものである。

## 概要

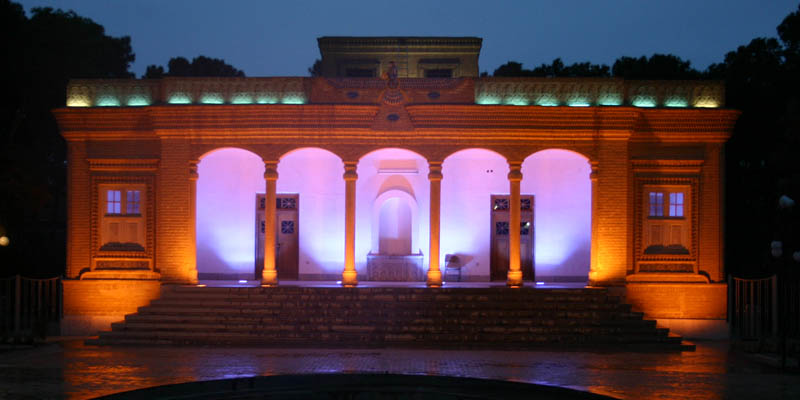
ヤズドの聖火殿

バラシュヌームは、バラシュヌーム・ガーと呼ばれる特別に用意された場所で乾季に行われる。バラシュヌーム・ガーは聖火殿に付設されており、15メートルから25メートル四方の儀礼空間となっている。祭司2人組が依頼人に対して儀礼を執り行う。バラシュヌーム・ガーの内部は「カシャ」、「パーウィ」と呼ばれる不浄なものと聖なるものを隔絶するための区画に分けられる。また、各々3個・5個からなる石を2列に10組置いており、3・5・3・5…と交互に石が並べられている。
パーウィは祭具や死体を置くための場所であり、祭司のみが入ることができる。また、アヴェスターの中では9つの穴を掘るように記述されているが、中世以降は10組の石群によって代用されている。
バラシュヌーム・ガーの基本的な構造についてはイランとインドで大きな違いはないが、石群についてはイランでは南北方向に配置されているが、インドでは東西方向に配置されている。
バラシュームは2人の祭司によって行われ、依頼人に対して儀礼が行われる。なお、祭司はいずれも2度のバラシュヌームとクーブと呼ばれる儀礼を経ている必要がある。

## 手順
インドのナオサリにおいて行われるバラシュヌームの手順について説明する。儀礼を執り行うバラシュヌーム・ガーについては前節を参照のこと。
まず、2人の祭司によって儀礼が始められる。
1. 祭具をパーウィの中に置く
2. 身体を浄め、白い布で口元を覆う
3. 金属製の器を浄め、聖なる牛の尿、聖なる火の灰を少量入れる
4. 水差しを浄め、聖なる水を数滴注ぐ
5. 祈りを唱え、聖なる水で体を浄める
6. 脱衣し、西端の3個からなる石群の上に置き、石の上で聖なる水によって体を浄める
7. 祈りを唱えながら、服、ターバン、口を覆う白い布を身に着ける
8. 西端の3個からなる石群で、端に釘のついた棒を石の上に置き、東に向かって立つ
9. 祈りを唱えた後に「Ašem」と大きな声で一度、小さな声で一度発し、地面に棒でカシャを画く
10. 最後に祈りを行う

続いて、依頼人の手順は以下の通りである。10組の石群の上で儀礼が執り行われるが、それぞれの石群では犬が祭司によって依頼人の近くに連れてこられ、依頼人は左手で犬の左耳に触れる。
1. 身体を浄め、パーウィに用意された敷物の上に座る[注釈 2]
2. 祈りを唱えたのちザクロの木の葉を食べ、聖なる牛の尿を飲む
3. 懺悔の祈りを行う
4. 祭司のうち一人は一旦引き下がり、もう一人は犬を連れて控える
5. 依頼人は宣言を行い、脱衣して右手で頭部、左手で局部を覆いながら西端の石群へ向かい、しゃがむ
6. 祭司はパーウィから出て、右手に匙のついた棒、左手に釘のついた棒を持つ。依頼人に右手の棒を差し出し、依頼人は左手で匙の部分に触れる
7. 頭部を覆っている依頼人の右手の上に棒を置き、依頼人は棒の端にある匙の上に左手を置く
8. 祭司は祈りを唱え、「Ašem」と言いながら棒を依頼人の両手の間から抜き取り、パーウィに引き返す
9. 祭司は依頼人に匙で聖なる牛の尿を少量ふりかけ、その手にも注ぐ
10. 依頼人は体全体に聖なる牛の尿をこすりつける
11. 依頼人は左手で犬の左耳に触れる
12. 第一の石群から第六の石群まで①～⑩の手順を三度ずつ繰り返す
13. 第七の石群では砂で18回身体を浄める[注釈 3]
14. 第八、第九、第十の石群においては聖なる水を使用して3度身体を浄める[注釈 4]
15. ここまでの手順を終えると、祭司は依頼人の着る服に聖なる水を少量落とし、依頼人が最後に犬を触った左手に聖なる水を注いでパーウィに引き返す
16. 依頼人は着衣する
17. 祭司は2本の棒を持って近づき、匙付きの棒を依頼人の左手に当てると依頼人はその上に自分の右手を重ねて祈る
18. 祭司の指示で「不浄は浄められた、体全部が浄められた」、「魂は浄められた、犬は聖なり、祭司は聖なり」という言葉をそれぞれ三度ずつ繰り返す
19. 棒が離され、祭司が祈りを行う

儀礼そのものは以上であるが、依頼人はこの儀礼から9日間はバラシュヌーム・ガーに閉じこもる。食事については他人に給仕してもらい、食事以外の時間は誰とも接触することが許されない。食事は昼間に特別な衣服と手袋を着用し、スプーンを使わなければならない。一日に最低5回祈りを行わなければならず、木製の椅子、寝床は使用が禁じられ、水に関しては飲用以外の手段に使えない。
4日目に身体を浄める。石群を3つずつカシャで囲い、その中で東に向かって座る。祭司はパーウィを画して聖なる牛の尿と聖なる水を置く。依頼人は右手で頭部を覆って祈りを唱え、聖なる牛の尿を体全体にこすりつける。その際、依頼人が着用している服には少量の聖なる水がふりかけられて依頼人も身体が浄まる。服を身に着けると紐を肩にかけて依頼人は太陽に向かって祈ったのち、紐を腰に結ぶ。
7日目と10日目にも4日目と同様に浄めの儀式が行われるが、聖なる水は7日目には2杯、10日目には3杯与えられる。

## アヴェスターにおける記述
アヴェスターにおけるバラヌシュームに関する記述は以下の通りである。
この記述の後、バラシュヌームの手順について詳しく記述してある。

## 儀礼の変化

### 古代から中世
バラシュヌームの本来の目的は死体悪魔によって不浄になったゾロアスター教徒が、不浄を取り除くために行われるものである。古代においては野外の解放された場所において行われたが、イランのイスラーム化以降は周囲を壁で覆って異教徒の視線を避けるようになった。また、古代においては9つの穴を掘って儀礼が行われていたが、中世以降は5個からなる石群を10組置いて代替するようになった。

### 現代
18世紀以降、インドにおいては一般人が行うバラシュヌームは減少し、19世紀以降は祭司のみが行う形へと変化した。現代においては祭司が儀礼を行う上で清浄になることが必要になった際に行われるほか、一般人は聖職者に謝礼を払って代理でバラシュヌームを執り行うことを依頼して行われる。